# Zoysieae
Tribu
Les Zoysieae sont une tribu de plantes monocotylédones de la famille des Poaceae, sous-famille des Chloridoideae.
Cette tribu est subdivisée en deux sous-tribus, les Zoysiinae et les Sporobolinae, regroupant au total 4 genres et 244 espèces.

## Liste des sous-tribus et genres
Selon Soreng et al. :
- sous-tribu des Sporobolinae Benth. (1881)
  - Psilolemma
  - Sporobolus (nom. cons., syn. Calamovilfa, Crypsis, Heleochloa, Spartina, Thellungia)

- sous-tribu des Zoysiinae Benth. (1878)
  - Urochondra
  - Zoysia